# Babrak Karmal
Babrak Karmal (Pasjtoe/Farsi: ببرک کارمل) geboren als Sultan Haschem (Kamari, 6 januari 1929 - Moskou, 3 december 1996) was president van Afghanistan tussen december 1979 en november 1986. 
Karmal was de zoon van generaal Muhammad Hussain Khan, een Tadzjiek uit Kabul, een voormalig gouverneur van de provincie Paktia en werkzaam bij de Afghaanse koninklijke familie. Karmal studeerde aan de universiteit van Kabul (1947-56).

## Politieke activiteit
Als student was hij actief in de linkse jeugdbeweging De Ontwakende Jeugd (waar ook de latere Afghaanse president Nur Muhammad Taraki lid van was). In 1965 was Karmal nauw betrokken geweest bij de oprichting van de Democratische Volkspartij van Afghanistan (DVPA), een linkse (communistisch georiënteerde) volkspartij. Nur Muhammad Taraki werd gekozen tot secretaris-generaal van de DVPA en Karmal werd zijn plaatsvervanger. 
Spoedig kwam het tot wrijvingen tussen Karmal en diens aanhangers enerzijds en Taraki en diens aanhangers anderzijds. In 1967 werd Babrak Karmal leider van de Parcham (Vlag)-factie binnen de DVPA en Taraki werd de leider van de Khalq (Massa)-factie binnen de DVPA. Karmal en diens Parcham-factie streefden naar een brede samenwerking met alle progressieve partijen in Afghanistan, in tegenstelling tot Taraki en diens Khalq-factie, die een stugge dogmatisch marxistische koers voeren en weigerden samen te werken met 'bourgeois partijen'. Karmal en vier andere leden van de Parcham werden in 1967 en in 1969 in de volksvertegenwoordiging gekozen (door de Khalqi's werden de Parchami's bespot en koninklijke communisten genoemd, wegens hun goede verstandhouding met de monarchie en hun zitting in het parlement). 

## Verzoening en staatsgreep
In 1978 verzoenden de Khalq en Parcham zich en de eenheid binnen de DVPA was hersteld. In april 1978 kwamen de communisten na een staatsgreep aan de macht. Taraki werd president van de Revolutionaire Raad (dat wil zeggen staatshoofd) en Karmal werd vicepremier en vicepresident. In juli 1978 werden de Parchami's uit de regering gezet en veelal weggepromoveerd als ambassadeurs. Karmal werd ambassadeur in Praag. In augustus 1978 werd hij echter ontslagen en kreeg bevel naar Kabul terug te keren, omdat hij betrokken zou zijn geweest bij een coup tegen de regering. Karmal keerde echter niet terug en verbleef tot december 1978 in Praag (of Moskou). 

## Na de Sovjet-invasie
Na de inval van de Sovjet-Unie in Afghanistan en de afzetting van het Khalq-regime werd Karmal president van de Revolutionaire Raad en secretaris-generaal van de DVPA. Karmal nam ook enkele partijloze ministers en Khalqi's op in zijn regering. Ook herstelde hij de machtspositie van de islam. Desondanks groeide het verzet van de moedjahedien  tegen de regering. In 1983 vonden er op verzoek van de Sovjet-Unie gesprekken plaats tussen Karmal en de moedjahedin, die echter vruchteloos bleven. Karmals slinkende populariteit en onwil om te onderhandelen met de moedjahedin, leidden tot zijn afzetting als president en secretaris-generaal van de DVPA. 
Zijn opvolger Mohammed Nadjiboellah (de chef van de inlichtingendienst, KhAD), schafte de DVPA af en democratiseerde het regime en begon besprekingen met de moedjahedin. Babrak Karmal leefde nadien in Moskou. Op 21 juni 1991 keerde hij naar Afghanistan terug. Hij speelde een nog onopgehelderde rol tijdens de coup tegen president Nadjiboellah in april 1992. Na de verovering van Kabul door de moedjahedien keerde hij naar Moskou terug, waar hij in 1996 overleed.